# Michelle Sun
Michelle Sun (em chinês:  辛婥琳; Hong Kong, 1986/1987) é uma empresária chinesa de Hong Kong. Ela fundou a First Code Academy, uma escola de programação de ensino fundamental e médio, com sede em Hong Kong, que ensinava crianças a partir de 4 anos a codificar e criar aplicativos móveis. A academia esteve presente em 6 cidades diferentes da Ásia, incluindo Hong Kong, Singapura, Taipei, Xangai e Shenzhen. O ensino era ministrado nas salas de aula das escolas ou nos próprios escritórios da empresa.

## Infância e educação
Natural de Hong Kong, Michelle Sun concluiu o ensino secundário com nove A's no Exame do Certificado de Educação de Hong Kong, na St Paul's Convent School. Ela estudou Economia na Universidade de Chicago, nos Estados Unidos.
Em 2012, ela fez um curso bootcamp de três meses apenas para mulheres, sobre programação de computadores na Hackbright Academy, em São Francisco.
Em 2016, Michelle concluiu o programa Master Trainers no Massachusetts Institute of Technology, um programa selecionado para educadores ensinarem codificação para crianças na faixa etária K-12.

## Carreira

### Goldman Sachs
De 2007 a 2010, Michelle Sun trabalhou na Goldman Sachs como analista de pesquisa financeira na equipe de Telecom, Mídia e Internet.

### Primeiros empreendimentos
Michelle Sun iniciou seu primeiro empreendimento na área da fidelidade móvel em 2011, conectando comerciantes e clientes em recompensas de fidelidade por meio de um aplicativo móvel. Sua experiência na gestão desta startup a inspirou a aprender a programar.

### Experiência de startup no Vale do Silício
Depois de se formar na Hackbright Academy, Michelle Sun trabalhou para várias startups no Vale do Silício, incluindo Bump Technologies e Buffer, onde foi a primeira growth hacker. Enquanto estava em São Francisco, nos fins de semana, ela começou a dar aulas para meninas do ensino médio como voluntária, inspirando-a a abrir sua própria academia.

### Academia do Primeiro Código
Em 2013, Michelle Sun mudou-se para Hong Kong e fundou a First Code Academy. O empreendimento começou em pequena escala como uma oficina apenas para meninas. Ofereceu uma variedade de cursos para meninos e meninas de quatro a dezoito anos. Começando com uma introdução básica à programação, os cursos incluíram aulas sobre como construir um aplicativo, como construir um site e tópicos avançados, incluindo Realidade Virtual e Inteligência Artificial. Em última análise, Michelle Sun procurou resolver a falta de aulas eficazes de codificação e programação para alunos do ensino fundamental e médio, criando uma solução que fosse capaz de fornecer aos alunos habilidades que lhes proporcionariam um conjunto de ferramentas que lhes permitiria melhor abordar novas situações e permanecer competitivos. Ela acredita que todas as crianças precisam ser alfabetizadas em codificação e tem grande interesse em aumentar o interesse das meninas em STEM para incentivar a diversidade no local de trabalho. Depois de lançar a First Code Academy em 2013 em Hong Kong, ela passou a expandir as aulas para locais como Taiwan, Macau e Singapura. Em última análise, Michelle Sun concentrou-se na importância de mostrar às meninas que, apesar das profissões atualmente dominadas pelos homens, elas também podem ter sucesso na programação, no empreendedorismo e nas STEM como um todo. Ela acredita que é importante incentivar uma mentalidade de crescimento e a capacidade de ver os desafios como uma oportunidade de crescimento. Persistência e otimismo são igualmente qualidades que ela busca transmitir aos seus alunos. Ela acredita que ver seus alunos terem sucesso é de extrema importância. Devido ao ambiente econômico desafiador em torno da Covid-19, a First Code Academy interrompeu todas as aulas a partir de 31 de maio de 2022.

### Instituto de Tecnologia de Massachusetts
Em 2017, Michelle Sun assumiu a função de palestrante convidada no programa Master Trainers do Massachusetts Institute of Technology, que oferece treinamento para educadores que desejam ensinar codificação para crianças da faixa etária K-12.

### Advocacia
Michelle Sun está ativa na obtenção de melhorias no equilíbrio de gênero na indústria tecnológica, sendo co-fundadora do capítulo Women Who Code HK e tornando-se membro do conselho da Fundação das Mulheres de Hong Kong. Ela acredita que a Women Who Code pode contribuir para o apoio comunitário às mulheres, fornecendo aconselhamento e partilha de serviços. Através da Women's Foundation, ela se inspirou na liderança de Su-Mei Thompson.

## Honras e prêmios
Em 2015, Michelle Sun foi selecionada pela BBC como uma das 100 Mulheres mais inspiradoras do mundo e como uma das "30 mulheres empreendedoras com menos de 30 anos" e em 2016 pela "30 com menos de 30 anos na Ásia" da Forbes. Ela também recebeu o prêmio Mulher de Esperança em 2014 e em 2015, na categoria empreendedorismo.